# Pianificazione linguistica
Con pianificazione linguistica ci si riferisce a sforzi deliberati d'influenzare il comportamento altrui relativamente all'acquisizione, alla struttura o alla collocazione funzionale di una lingua. Tale attività includerà tipicamente lo sviluppo di traguardi, obiettivi e strategie per cambiare il modo in cui la lingua viene utilizzata. A livello governativo, la pianificazione linguistica prende la forma di politica linguistica.
Molte nazioni hanno organismi di regolamentazione linguistica (ad esempio la Direzione Generale per la Traduzione della Commissione Europea ), che hanno il compito specifico di formulare ed attuare le politiche di pianificazione linguistica. Gli aspetti economici della pianificazione linguistica possono essere anche rilevanti - si pensi per esempio ai mercati di prodotti fortemente connessi alla lingua (film, libri, software, ecc.) - e sono oggetto di studio della economia linguistica.

## Caratteristiche
Il termine pianificazione linguistica è solitamente riferito al terzo mondo, il primo interessato dal fenomeno, che si può intendere quale strumento per la costituzione di lingue nazionali standardizzate come parte della modernizzazione e costruzione di una nazione. In realtà la pianificazione linguistica non è un fenomeno né particolarmente recente, né confinato al terzo mondo.
La pianificazione linguistica non è necessariamente riferita a popolazioni di livello nazionale. Il fenomeno è infatti verificabile in gruppi etnici, religiosi e occupazionali. Nel caso di comunità linguistiche divise da confini politici, la pianificazione può coinvolgere anche più di una nazione (a livello governativo e non governativo) oppure organismi e conferenze internazionali o regionali.
Un'organizzazione internazionale (residente negli Stati Uniti) che si occupa in modo considerevole di pianificazione linguistica per il mondo (specialmente se lingue non ancora scritte) è la SIL International.
La pianificazione linguistica può anche essere un fenomeno discendente da movimenti sociali o politici, come il movimento per la lingua non sessista negli Stati Uniti, di radici femministe, o il movimento N'Ko nell'Africa occidentale.

## Categorie
La pianificazione linguistica può essere divisa in tre categorie:

### Pianificazione del corpus
Per pianificazione del corpus linguistico s'intende l'intervento prescrittivo nel corpus di una lingua, ossia nel complesso delle sue forme espressive. Ciò si può ottenere creando parole o espressioni nuove, modificandone di vecchie o selezionando tra forme alternative. La pianificazione del corpus mira a sviluppare le risorse di una lingua in modo che essa divenga un mezzo appropriato di comunicazione per argomenti e forme di discorso moderne, dotato della terminologia richiesta per l'uso nel campo amministrativo, educativo, ecc. La pianificazione del corpus è spesso collegata alla standardizzazione di una lingua, che implica la predisposizione di un'ortografia, di una grammatica e di un dizionario di tipo normativo per la guida degli scrittori e dei parlanti di una comunità linguistica. Anche gli sforzi per il purismo linguistico e l'esclusione di parole straniere (il cosiddetto protezionismo linguistico) fanno parte della pianificazione del corpus, così come la riforma ortografica e l'introduzione di nuovi sistemi di scrittura (ad esempio quello della lingua turca). Per una lingua in precedenza non scritta, il primo passo nella pianificazione linguistica è lo sviluppo di un sistema di scrittura.

### Pianificazione dello status
La pianificazione dello status linguistico si riferisce agli sforzi deliberati di allocare le funzioni delle lingue e delle alfabetizzazioni all'interno di una comunità linguistica. Essa implica scelte di status, che rendono una particolare lingua o varietà una "lingua ufficiale", "lingua nazionale", ecc. Spesso ciò comporta di elevare una lingua o dialetto al rango di varietà di prestigio, il che può avvenire a spese dei dialetti concorrenti. La pianificazione dello status è spesso parte integrante della creazione di un nuovo sistema di scrittura. Non a caso essa tende ad essere l'aspetto più controverso della pianificazione linguistica (vedi l'articolo su politica linguistica).

### Pianificazione dell'acquisizione
La pianificazione dell'acquisizione linguistica riguarda l'insegnamento e l'apprendimento di lingue nazionali, seconde lingue o lingue straniere. Questo implica l'impegno ad incrementare il numero di persone che usano quella lingua, la sua distribuzione e la sua alfabetizzazione, ottenuti mediante la creazione di nuove opportunità e incentivi per l'apprendimento. Tali sforzi possono basarsi su politiche di assimilazione o pluralismo. La pianificazione dell'acquisizione è direttamente collegata alla diffusione linguistica. Mentre la pianificazione linguistica è normalmente di competenza dei governi nazionali, regionali o locali, organismi come il British Council, l'Alliance française, l'Instituto Cervantes, il Goethe-Institut, la Società Dante Alighieri, l'Instituto Camões e più recentemente il Confucius Institute sono anch'essi molto attivi a livello internazionale per promuovere l'istruzione nelle rispettive lingue.